# 横手山
横手山（よこてやま）は、長野県下高井郡山ノ内町と群馬県吾妻郡中之条町との境にある火山である。

## 概要
標高2,307m。上信越高原国立公園の一部である志賀高原を構成する山の一つであり、志賀高原の南東端に位置する。日本海と太平洋に水を分ける中央分水界上に位置する。
山体は、南側と西側が急斜面をなし、北側と東側は比較的なだらかな傾斜を持つ非対称の形をしている。長野県側の志賀高原は観光地としての開発が進んでおり、群馬県側の草津温泉、万座温泉と国道292号で結ばれている。この国道は横手山の南に位置する渋峠で中央分水界を超えており、この地点が全国の国道の最高地点となっている。これにともない、横手山も、スキー場、リフト設備などによる観光開発が進んでおり、夏冬を問わず、手軽に登れる山となっている。
なお、長野県山ノ内町側の平穏字横手と横手山頂は日本郵便から交通困難地の指定を受けているため、冬季（11月1日から翌4月末日まで）は、地外から当地宛に郵便物を送ることができない。

## 山頂とそこからの眺望

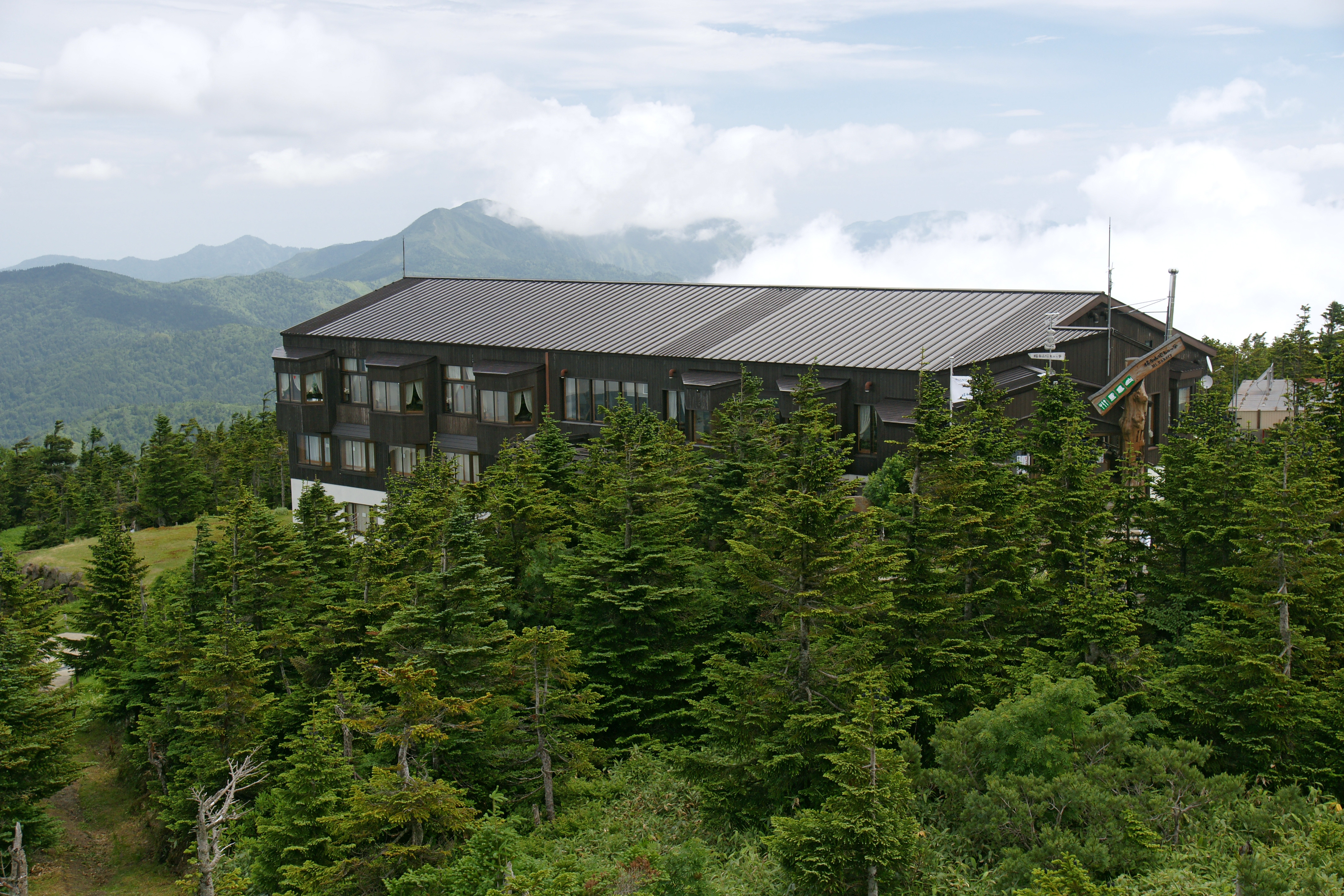
横手山山頂（横手山頂ヒュッテ）

横手山の山頂は比較的平らで広く、東側は比較的緩やかな斜面だが、西側は切り立っておりその景色は一変する。南東側の一番高い場所に2等三角点があり、その近傍にかつて山岳信仰の聖地だったと言われる横手山神社がある。近年はパワースポットとして脚光を浴びている。かつて横手山のシンボルだったNTTの無線中継所のタワーは2017年に撤去されている（現在は警察関係などその他の中規模なタワーが2基残っている）。
山頂にはNTTの無線中継所の保守施設から始まった山小屋（横手山頂ヒュッテ）と、山頂駅のクランペットカフェがある。
横手山は志賀高原では第二位の高峰のため、山頂はオオシラビソなどの針葉樹に覆われ、冬には見事な樹氷（スノーモンスター）が見られる。現在ではスノーモンスターナイトツアーも実施されている。山頂北端の横手山スカイリフト駅の2階には展望台（満天ビューテラス）があり、天気が良い時は遠く富士山や北アルプス、佐渡島まで遠望することができる。現在満天ビューテラス直下にウッドデッキが建設中である（国立公園特別地域のため2000mを超える場所での建設には環境省の規制が厳しく、許可が大幅に遅れたといわれている）。後述のクランペットカフェには南西側に「プライベートテラス」が作られた。三角点のある地点からは南及び西側の眺望が利く。また、横手山スキー場の中央付近のゲレンデからは、北東方向の眺めがよい。渋峠エリアから滑走中には草津、富士山、浅間山、谷川連峰、赤城山、榛名山などが望め、冬にはスカイツリーも見えることがあるという。志賀高原を訪れた晴れた日のスキーヤーは横手山を目指すと言われる所以である。

## 横手山・渋峠スキー場

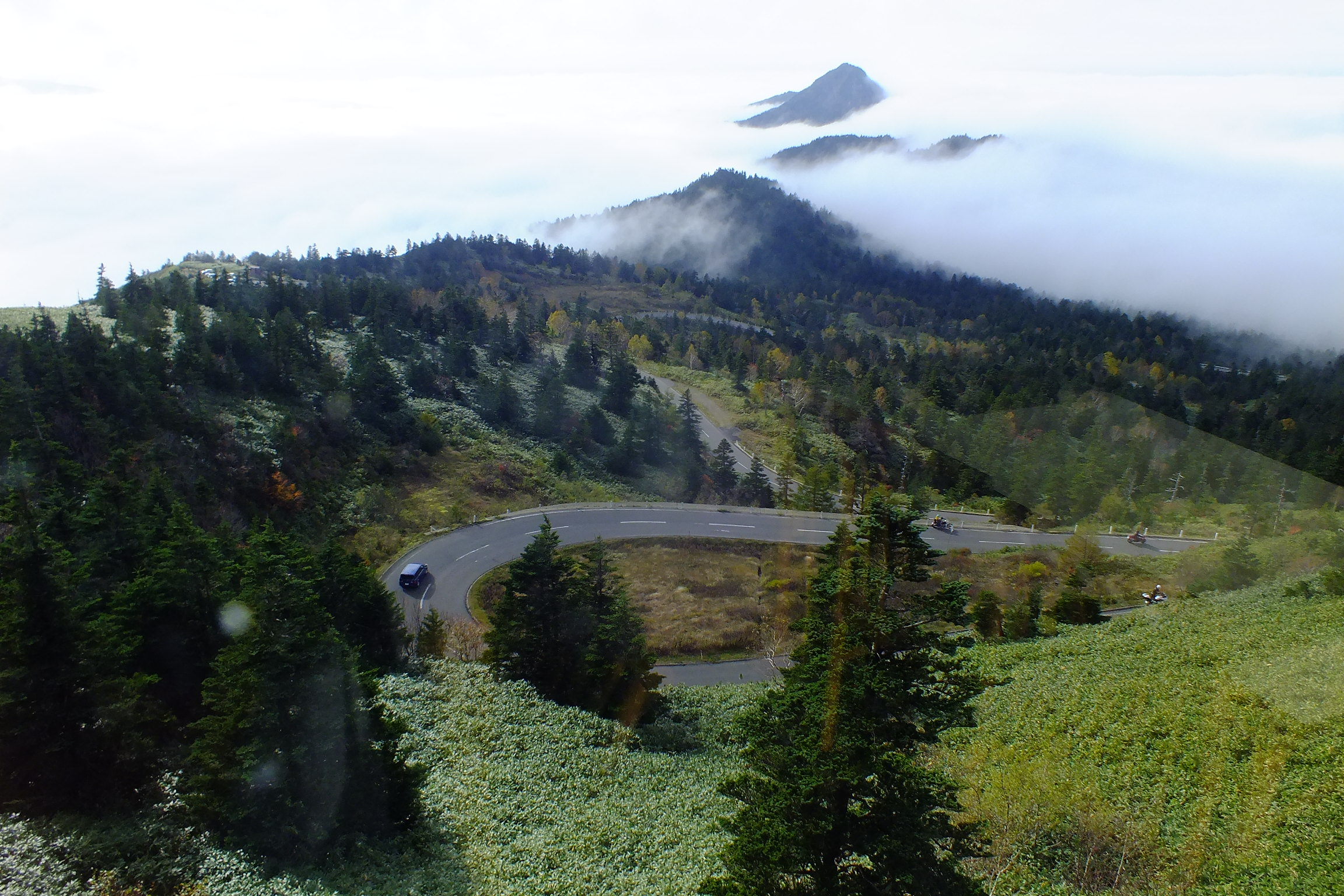
横手山山麓からの眺望（国道292号と笠ヶ岳2075.9m）渋峠・横手山ドライブイン付近より

元々横手山はスキー場として開拓された山であり、北西側斜面には横手山スキー場、南東側に渋峠スキー場があり、「横手山・渋峠スキー場横手山エリア」・「横手山・渋峠スキー場渋峠エリア」と呼ばれる。今日でも横手山はスキーヤーの憧れの地的存在となっている。その理由としては、横手山が志賀高原内では第二の高峰であり（一位は裏岩菅山）、眺めが良いこと。頂上近くまでリフトが通じており、容易に素晴らしい景観に接することができること。また、熊の湯まで一気に滑り降りるコースなどでは、ゲレンデであるにもかかわらず山スキー的な雰囲気が味わえることがあげられる。
横手山南東の斜面にある渋峠スキー場の最下部と、群馬県側の草津スキー場や万座温泉スキー場の上端は距離的に比較的近い（万座温泉スキー場との距離は6km程度）。そのため横手山から渋峠を経由して万座、草津方面に向かうルートは、上級者が山スキーを楽しむのに好適なコースとなっている。

## 周辺にある山小屋
- 渋峠ホテル
- 横手山頂ヒュッテ

## 観光施設
横手山では、2つのスキー場のリフトが夏季も運行されている。また、車の通る国道292号と、横手山スキー場リフトの中継点は、動く歩道（横手山スカイレーター）で結ばれている。横手山の北側は開かれており、スカイレーターからの眺望は良い。
山頂付近の施設は以下のとおり（横手山スカイレーター前から順）。
1. 2307スカイカフェ - スカイレーター乗り場前の山小屋風カフェ。絶景テーブルがあり、標高2,060mの地点にありながら、この地域では唯一のウォシュレット完備である。調理はスキー場ホテルのシェフが担当している。地元の特産品であるネマガリダケを使った竹の子ピザが名物料理である。
2. 横手山ドライブイン - 渋峠から横手山側に道が折れる絶景地点にある。スカイカフェとともに「のぞき」地区の駐車場を利用できる。
3. クランペットカフェ - 2020年に改装リニューアルオープンし「プライベートテラス」を新設した。が新たに作られた。
4. 横手山頂ヒュッテ -「日本一高い所の雲の上のパン屋さん」を自称する山小屋。スカイレーターやリフトでも来店できるが、ヒュッテ私道を使って自家用車でもアクセス可能（事前連絡が必要）。登山道も利用できる。バリアフリートイレも完備している。
5. 渋峠ホテル - 渋峠ロマンスリフトの出発点にある「県境の宿」であり、ホテルに群馬県と長野県の県境が描かれ、記念撮影ポイントとなっている。このホテルでも「県境のパン屋さん」として手作りパンを提供している。また渋峠は日本国道最高地点のため、記念に訪れるバイク乗りも多く、この地域では最も駐車場が整備されている。
6. スターバックス横手山山頂店（閉店）- かつては日本一標高の高い店舗（標高2,307m）であった。

## 交通アクセス
登山道

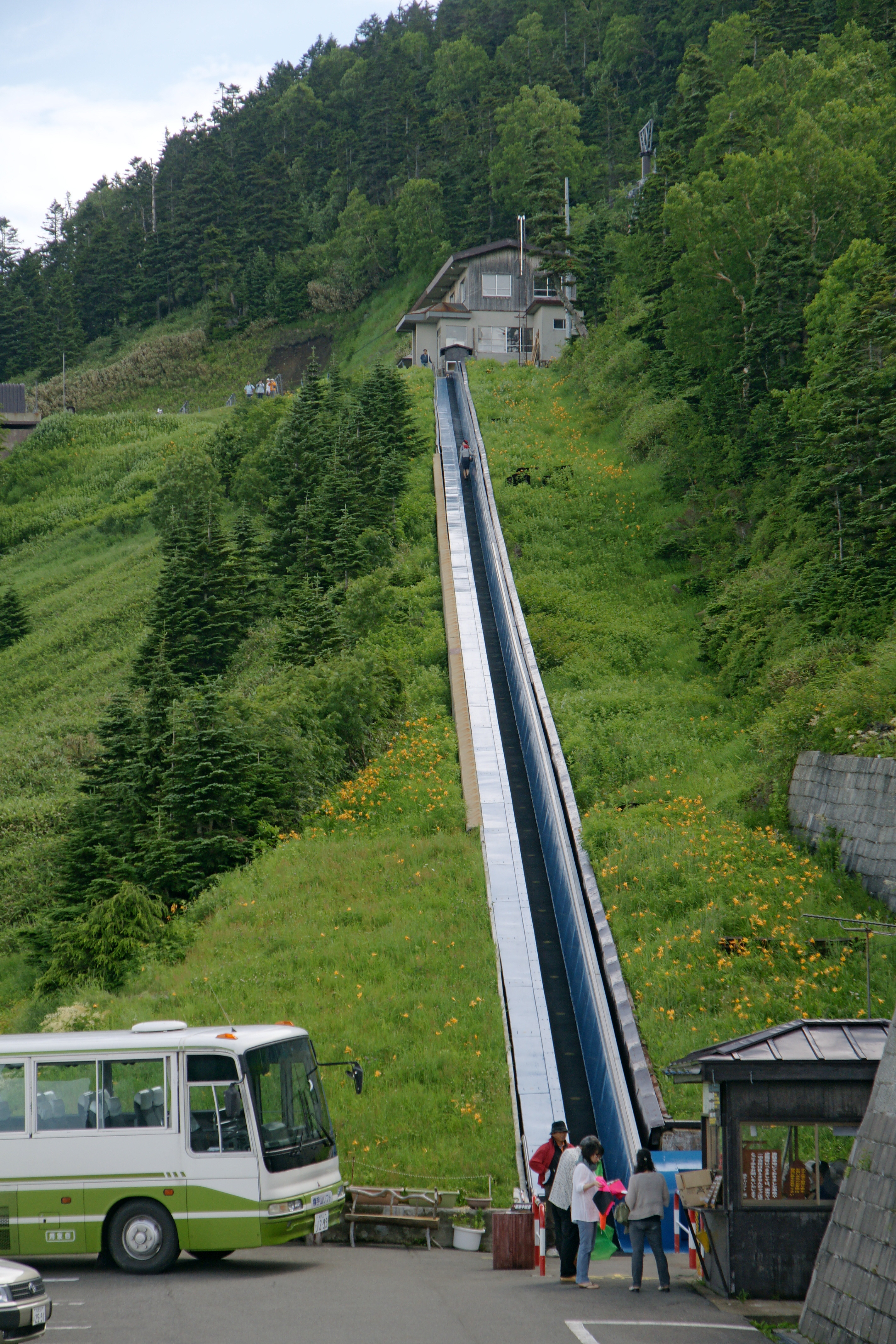
横手山スカイレーターと自家用送迎バス

- 横手山神社（三角点）までの登山道(参道）利用の場合

1. 渋峠参道　渋峠駐車場より利用時間30分、中之条町の公衆トイレあり
2. 横手参道　横手山ドライブイン前より50分

自家用車
- 自家用車でのアクセスは、一般的には長野県側から湯田中を経由して志賀高原を上がってくるか、群馬県側から草津経由または万座（有料の万座ハイウェー）経由のコースがとられる。
- 横手山頂ヒュッテの私道も利用可能。私道は道幅が狭く台数制限があるため、ヒュッテへの事前連絡が必要。ヒュッテから山頂への送迎車もある。

横手山スカイレーター
- スカイレーター（動く歩道）とリフトを乗り継ぐ。2019年7月から始まった周遊運転（スカイレーター→スカイリフト→山頂→渋峠リフト→無料シャトルバス）はコロナ対策のため中止され、スカイレーター⇄スカイリフト山頂の往復、もしくは渋等リフト⇄山頂往復、および「スーパーダブル往復プラン」により、全リフトを利用して渋峠 - 山頂 - スカイレーター乗り場（のぞき地区）を移動することができる。スカイレーターは上り・下り交互運転であるため、タイミングによっては10分から20分程度の待ち時間が生じる。
- 横手山スカイレーターは、日本で最も標高の高い屋外型エスカレーターであり、単独のものとして日本最長の屋外エスカレーターであり、現存する日本初の屋外エスカレーターであるという。スキー場の調べではおそらくいずれも世界一であるという。
- 第3スカイリフトおよび、渋峠ロマンスリフト（渋峠 - 横手山頂）は、日本で最も標高の高いリフトである。

バス
夏季は長野駅からの直行バスや、湯田中駅からバス（長電バス）が運行されるため、バスを利用して横手山スカイレーターのある「のぞきバス停」や「渋峠」へ行ける。冬季は志賀草津道路が閉鎖されるため、途中の硯川または陽坂バス停までしかバスは来ないので、横手山のリフトを利用する必要がある。渋峠ホテルなどは冬季は陽坂まで雪上車で送迎する。

## 画像ギャラリー

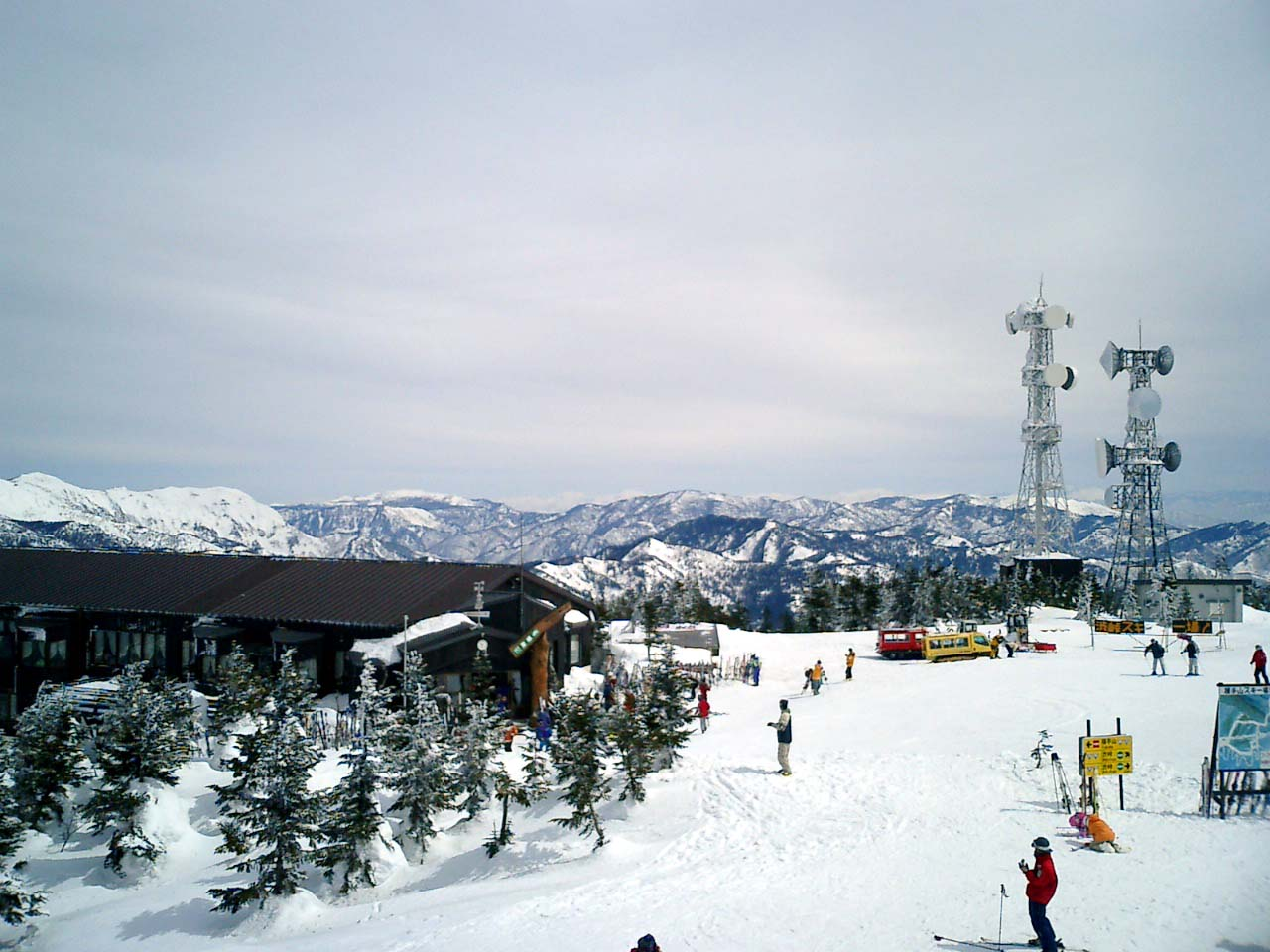
冬の横手山頂無線中継所
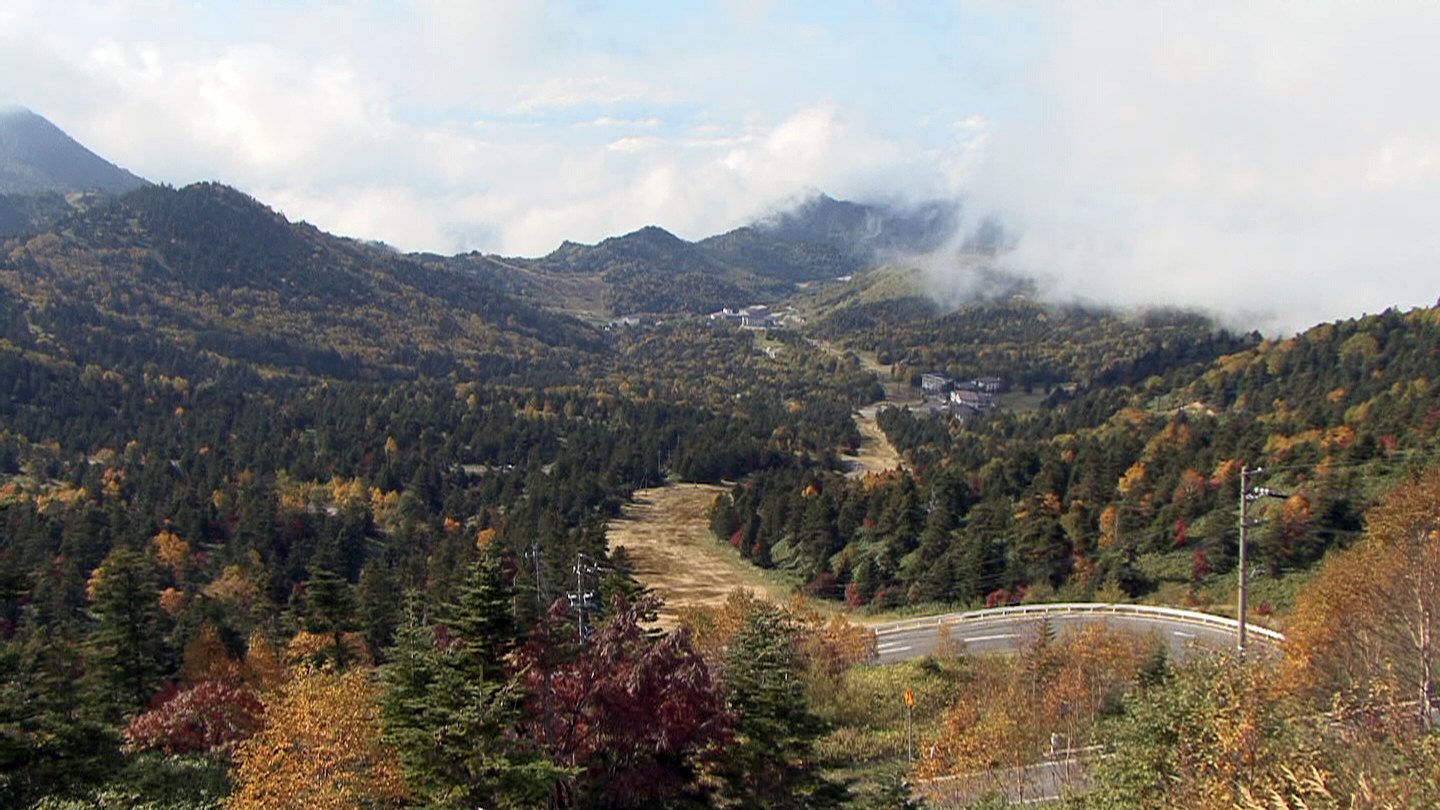
横手山直下ののぞきから西方面の展望
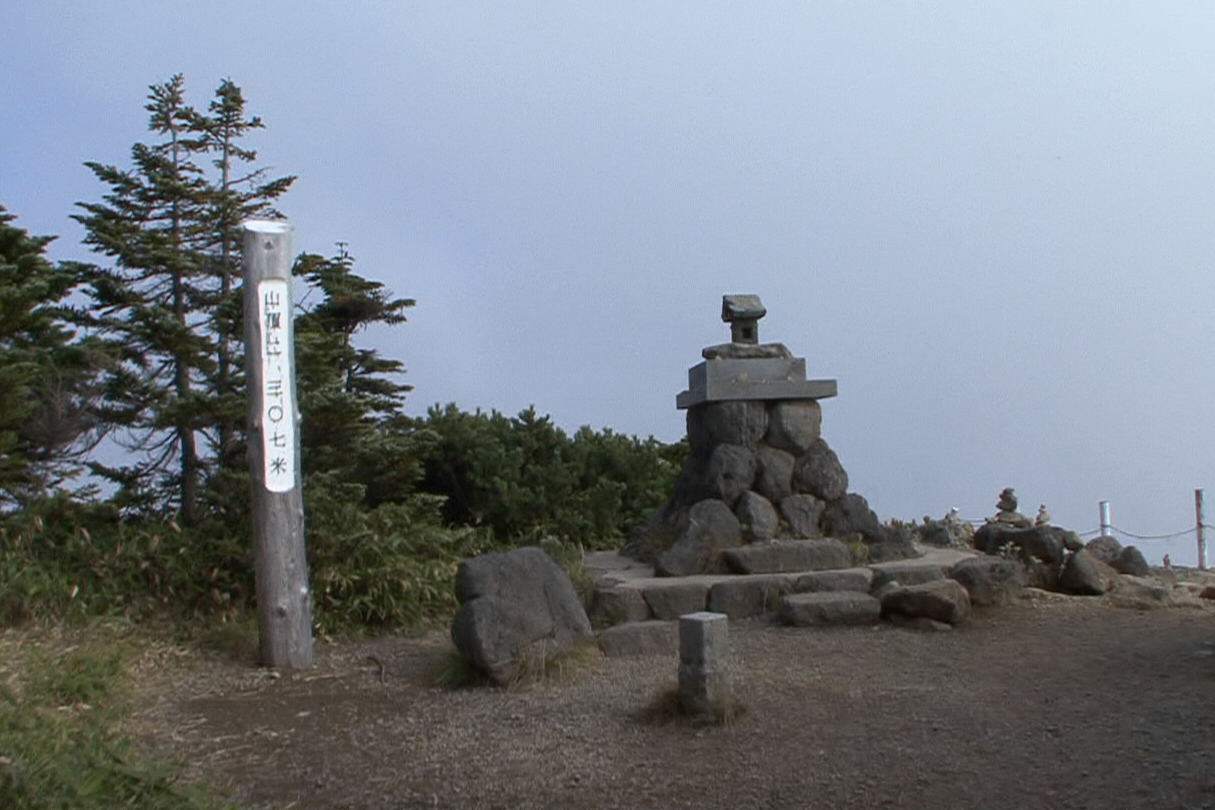
横手山山頂
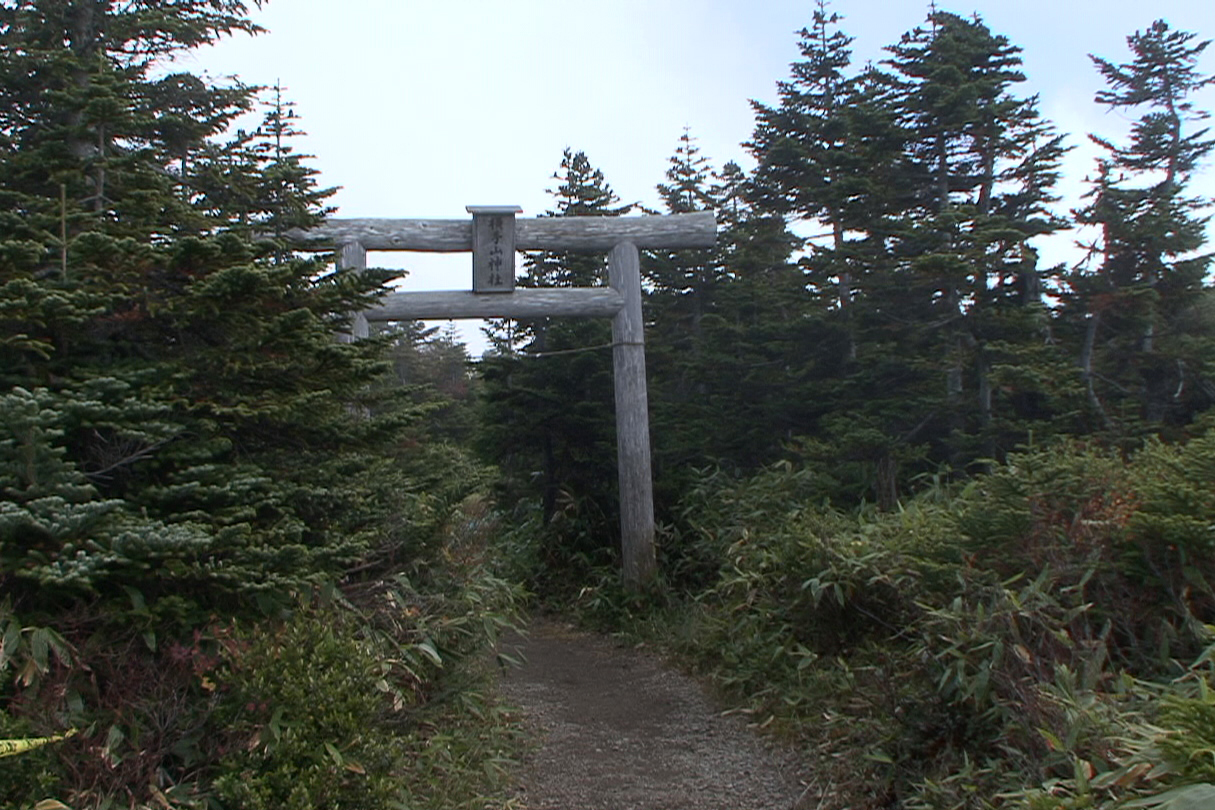
横手山神社鳥居
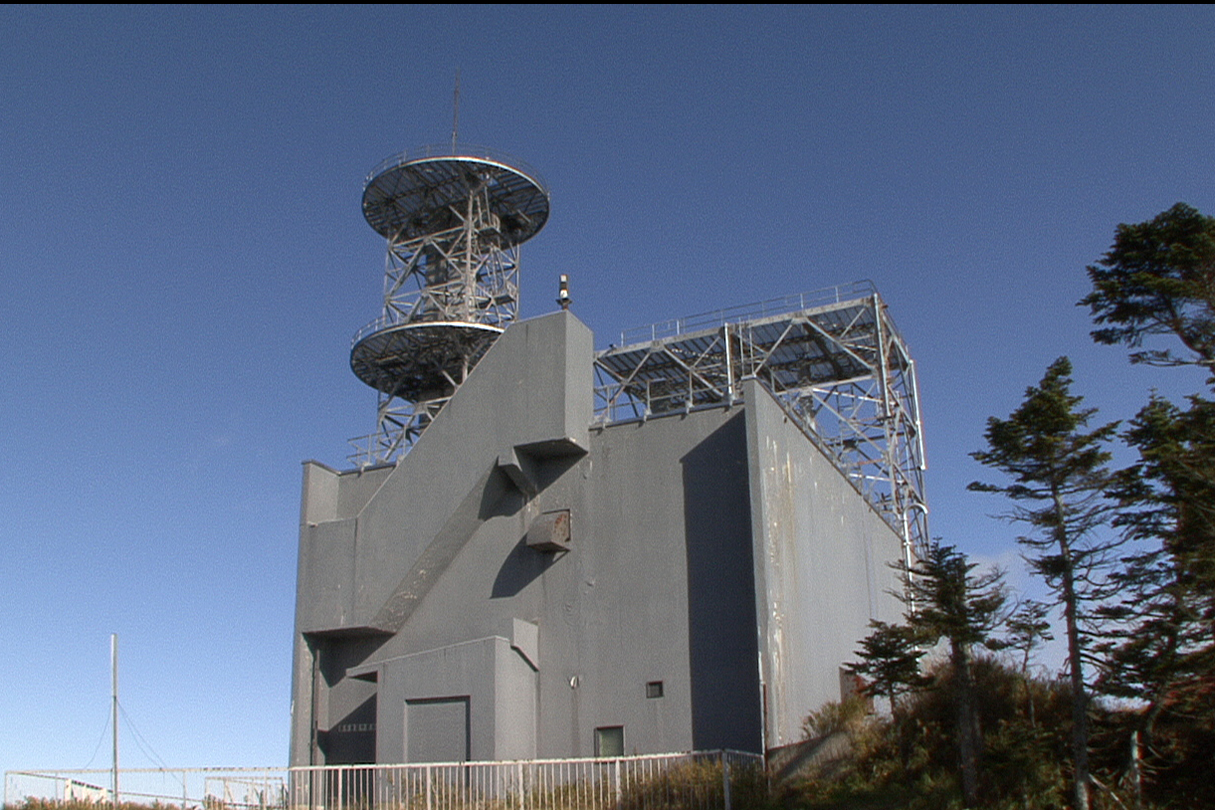
横手山NTT無線中継所（2009年10月）
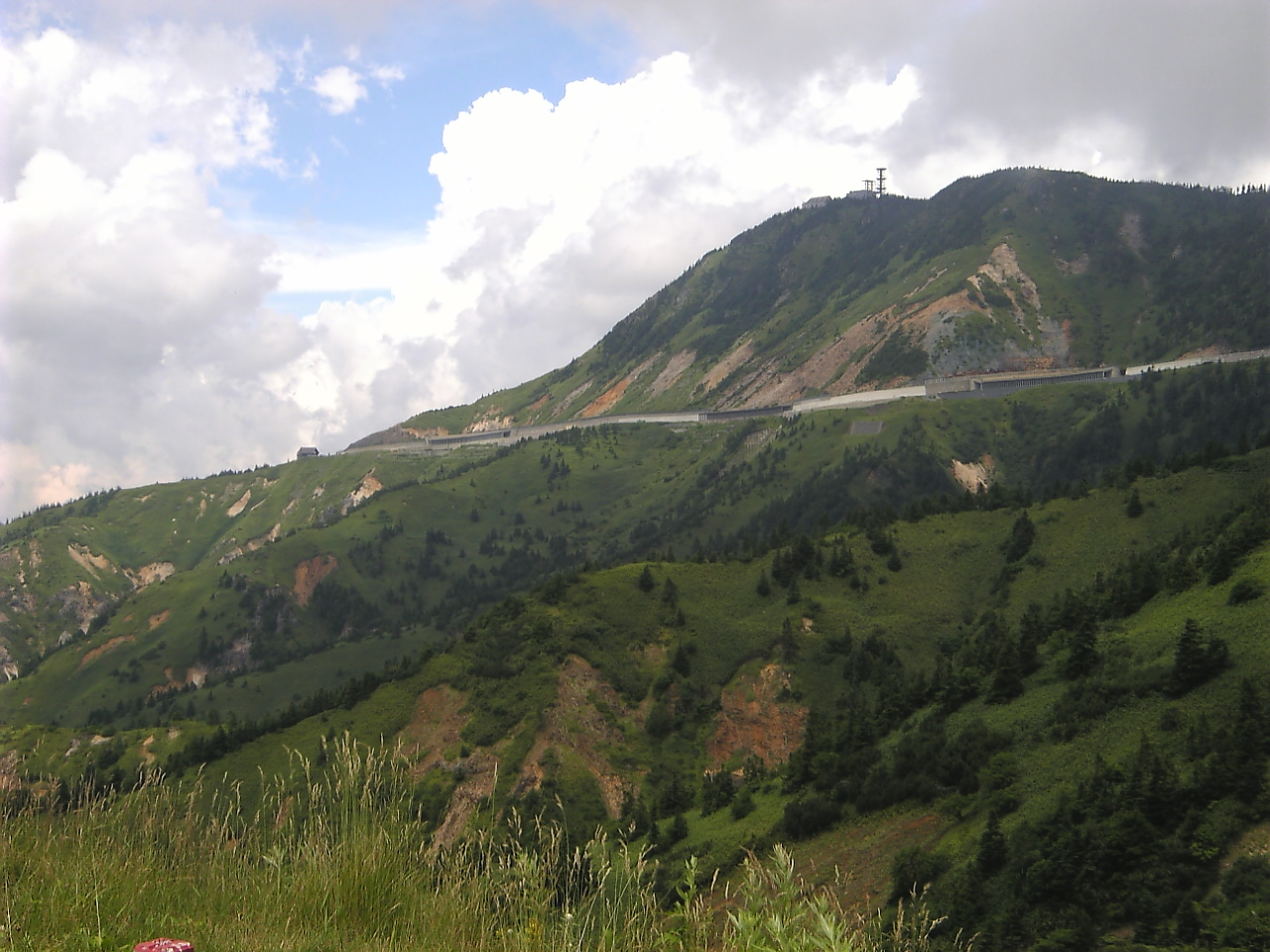
横手山山腹に沿う国道292号（2010年8月）
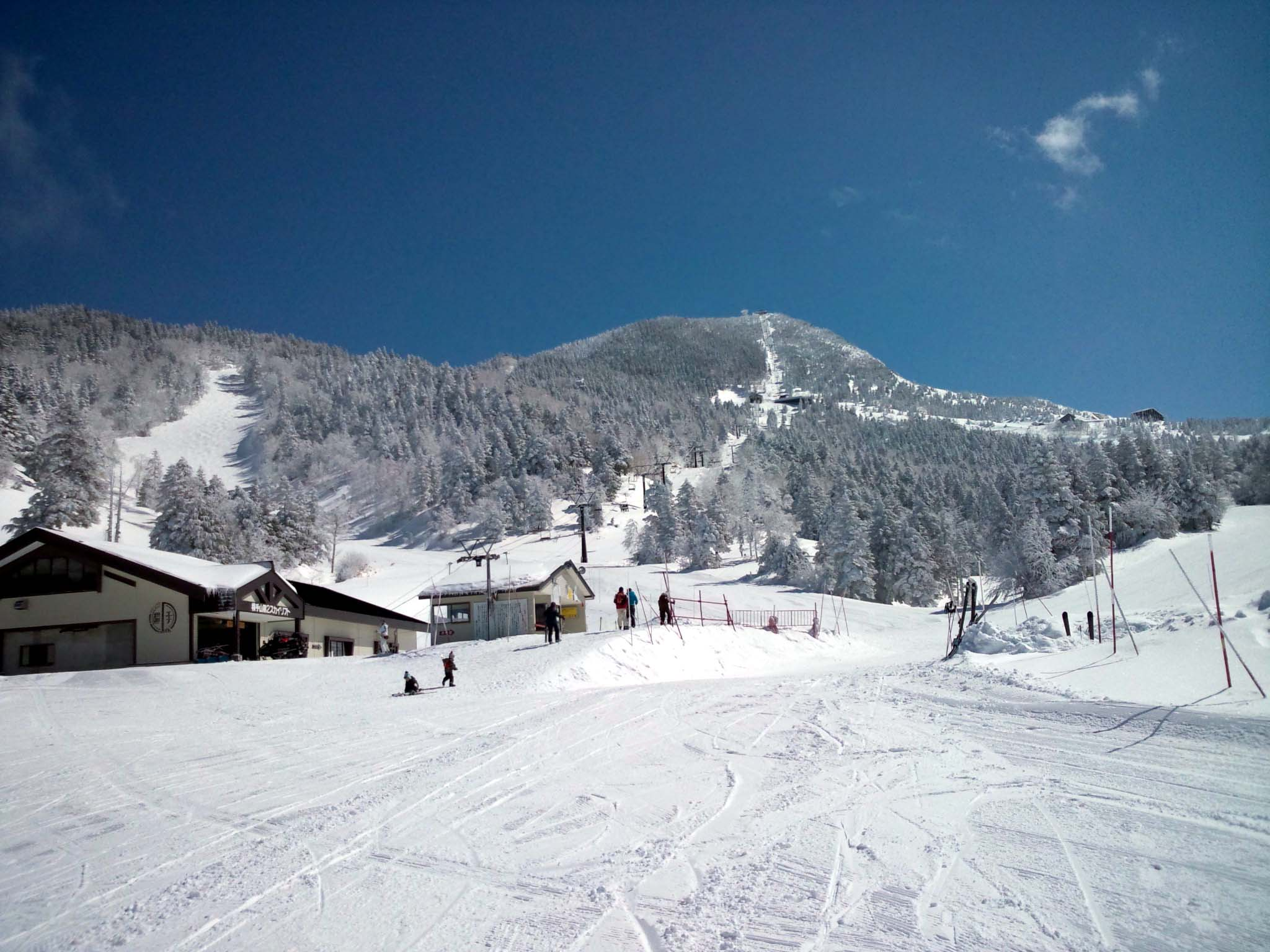
冬の横手山

横手山山頂から横手山から南東の山々を望む
横手山山頂から横手山から南西の山々を望む

## 近隣の山
- 志賀山
- 岩菅山
- 草津白根山

## 横手山が登場する作品
- 『私をスキーに連れてって』- 1980年代のスキーブームの火付け役となった日本映画で、舞台として横手山が登場する。主人公でスキー初心者の原田知世が、急遽志賀高原から万座に移動せねばならなくなり、無理を押して上級者コースの志賀・万座ルートに挑むという設定。渋峠ホテルには原田知世、三上博史ら主要キャストとの記念写真が飾られている。